# El camino del Sufi
El camino del Sufi, de Idries Shah, es una de las introducciones al sufismo más vendidas, luego de la publicación de su primer libro sobre el tema, Los sufis. Mientras que este último escapa a normas académicas, como índice y notas al pie, El camino del Sufi proporciona una selección detallada de notas y una bibliografía al final del primer capítulo, llamado “El estudio del sufismo en occidente”.    
Poco antes de su muerte, Shah señaló que sus libros forman un curso completo de estudios que puede cumplir la misma función que él cumplía estando vivo. De esta forma, El camino del Sufi puede ser leído como parte de un programa de estudios más amplio.

## Resumen
De la misma forma que en Los sufis, Shah incluyó biografías completas de algunos de los exponentes del sufismo más conocidos a lo largo del tiempo, a la vez que agregó breves descripciones de cuatro de las principales órdenes sufis, o Tariqas: La orden Chisti, la orden Qadiri, la orden Suharawardi y la orden Naqshbandi. 
Además, el libro contiene algunas historias enseñanza sufis y sesiones de preguntas y respuestas con maestros sufis. 
Continuando con un tema del libro anterior, Shah sostiene que el sufismo ha influenciado enormemente a la sociedad occidental a lo largo de los siglos, pero que esto ha pasado en gran medida desapercibido. Cita los ejemplos de Chaucer, Shakespeare, la leyenda de William Tell, el exsecretario general de las Naciones Unidas Dag Hammarskjöld y los trabajos de Sir Richard Burton, entre otros. También reconoce influencias del sufismo en oriente, específicamente en el hinduismo y en el budismo zen.

## Repercusión
El libro fue muy bien recibido al publicarse, siendo declarado “el libro sobresaliente del año” en el programa The Critics de la BBC. The New York Times también lo aclamó, diciendo que “es como una puerta que se abre donde uno menos lo espera”. En el diario británico The Observer, la escritora y ganadora del Premio Nobel, Doris Lessing, lo describe como “un libro clave”.